# Goniagnathus minor
Goniagnathus minor är en insektsart som beskrevs av Kusnezov 1928. Goniagnathus minor ingår i släktet Goniagnathus och familjen dvärgstritar. Inga underarter finns listade i Catalogue of Life.